# Гунтар фон Кьолн
Гунтар фон Кьолн (на немски: Gunthar von Köln, Gunther, Günther; † 8 юли 873) от фамилията Герулфинги, е от 850 до свалянето му 863 г. архиепископ на Кьолн и канцлер за Лотарингия.

## Живот
Той е син на Герулф Стари, граф на Средна Фризия († сл. 856).
Гунтар е познавач на Светото писание и на каноните, така по-късно той пише документите за развода на крал Лотар II с Теутберга и женитбата му за Валдрада. Той пише литературни и църковни произведения.
Гунтар става на 22 април или 8 май 850 г. архиепископ на Кьолн. За да уреди развода на Лотар II той е извикан в Рим заедно с архиепископ Теутгауд от Трир. Там през октомври 863 г. те са екскомуницирани и свалени от папа Николай I. За архиепископ на Кьолн през 864 г. Лотар II поставя Хуго Абат, братовчед на Карл II Плешиви. През 869 г. папа Адриан II премахва забраната, но Гунтар не е поставен отново на службата си.